# 冨田麗香
冨田 麗香（とみた れいか、1978年11月30日 - ）は日本のシンガー。大阪府大阪市出身。自ら作詞作曲したオリジナル曲のほか、1970年代からのロック・ポップス・歌謡曲など幅広くカバーしている。2024年に再結成されたロックバンド「UGUISS」にボーカルで加入。

## 人物
2010年、音楽家・荒木とよひさに大阪・千日前の路上で声をかけられる。2011年に大阪から東京に拠点を移し、高円寺での路上ライブなどソロ活動をスタート。CBCラジオ開局60周年記念歌手オーディションに出場し優勝。2012年、ポニーキャニオンから、メジャー・デビュー。2017年にピンク・フロイドのトリビュート・バンド「原始神母」のメンバー（コーラス担当）に加入。2024年5月、「UGUISS」結成40周年記念ツアー（21日・名古屋、22日・大阪、30日・渋谷、追加公演6月13日・原宿）でボーカルを担当した。9月にビルボードライブ東京で再度の追加公演。
11月29日，スターダスト・レビューとのライブ(スタ・レビ⭐︎UGUISS対バンライブ)に出演。

## 略歴
1998年、大阪ミナミで路上ライブをはじめる。
2000年、ポップ・ロックバンド「MOTHERS MILK」結成。ボーカルを担当。路上ライブと並行して月2回程度のペースでライブ活動。
2003年、サンテレビジョンに「MOTHERS MILK」で出演。テレビ大阪で「千日前商店街で歌うストリートミュージシャン」と紹介され出演。
2006年、「MOTHERS MILK」アルバム「Goodtime Badtime」発売。東京・名古屋・関西全域に活動を広げながら、ラジオなどにも出演。
2007年、「MOTHERS MILK」 SINGLE「Lucky Go Happy」発売。
2008年、「MOTHERS MILK」スプリット・アルバム「selfish」発売。
2009年、「MOTHERS MILK」アルバム「THE 4」発売。全国ツアー。
2010年、荒木とよひさに大阪・千日前の路上で声をかけられる。
2011年5月、「MOTHERS MILK」無期限活動休止。大阪から東京へ活動拠点を移し、ソロで活動スタート。7月、荒木とよひさプロデュースのCBCラジオ開局60周年記念オーディションに出場し優勝。
2012年、ポニーキャニオンよりメジャー・デビュー。
2015・2016年、テレビ東京系列「カラオケ★バトル」にプロのストリートミュージシャン代表として4回出演。うち2回決勝進出。
2017年、1stアルバム「夢のかけら」発売。ピンク・フロイドのトリビュート・バンド「原始神母」のメンバーにコーラス担当で加入。
2019年、倉本美津留が作詞・作曲した楽曲を歌うプロジェクト【麗香に美津留に渡】がスタート。
2021年10月、ミニアルバム「遥か（弾き語り＋Cello」発売。
2022年4月、東京・表参道で月1回のカバーライブ「夜のメロディー」スタート。
同6月、ミニアルバム「道しるべ」発売。
同12月、「梅津和時・冬のぷりぷりキャバレー大忘年会」にゲスト出演。佐野史郎、六角精児らと共演。
2023年4月30日、埼玉・狭山稲荷山公園で開催された「ハイドパーク・ミュージック・フェスティバル2023」で、ハイドパーク・キャバレー・バンド（梅津和時・Sax／仙波清彦・Dr／久米大作・Key／白井良明（ムーンライダーズ）・G／早川岳晴・B／高橋香織・Vl／渡辺隆雄・Tp／ 多田葉子・Sax／ 濱田遼太郎・Per）にゲストVo.で出演。
2024年3月、「MOTHERS MILK」一部音源より配信スタート。
同5月、UGUISS40周年記念ツアーにボーカルで参加。21日に名古屋・TOKUZO、翌22日に大阪・バナナホール、30日の渋谷クラブクアトロで、佐橋佳幸（Gt）・柴田俊文（Key）・松本淳（Ds）、Dr.kyOn（サポート、Ba&Key）の華麗なテクニックに合わせた伸びやかで迫力のあるボーカルで、超満員の会場を魅了。追加公演（6月13日・原宿クロコダイル）でもメンバーと息の合った見事なボーカルを披露した。クロコダイル終演時、佐橋が「（UGUISS2024の活動）やめるのやめる」宣言。
同8月19日、FMヨコハマ「萩原健太のotonanoラジオ」に佐橋とともにゲスト出演。「UGUISSの冨田麗香」と紹介される。番組内でUGUISSの新曲「きみは夜の月」が初披露された。同21日から配信スタート。同9月5日、ビルボードライブ東京で再度の追加公演。新曲「きみは夜の月」などを熱唱し再び会場を魅了した。
同9月27日、「きみは夜の月」のMV公開。11月27日にはアナログ盤も発売（11月27日）。
同11月29日、EXシアター六本木で「スターダスト☆レビュー対バンライブ・第３夜」にUGUISSが出演。幻の3rdシングル「気ままなプレゼンテーション」、新曲「きみは夜の月」」などを披露。アンコールではスターダスト☆レビューの根本要らと一緒に「Tumbling Dice」（リンダ・ロンシュタット）、「タイムマシンにおねがい」（サディスティック・ミカ・バンド）を熱唱した。
2025年2月、30回目のカバーライブ「夜のメロディー」。
同3月30日、CS歌謡ポップスチャンネル「根本要×佐橋佳幸『本日のおすすめTV　SHOW』」にUGUISSゲスト出演。

東京・大阪・名古屋でのワンマンライブ、外苑前でのカバーライブ（表参道から24年6月に会場移転）、「UGUISS」「原始神母」そのほか様々なミュージシャンとのセッションなど精力的に活動中。その合間に東京・国分寺、大阪・千日前などで路上ライブも開催。

## ディスコグラフィー

### UGUISS2024
- 「How Are You Doing?  2024 New Version」（2024年4月リリース）
- 「きみは夜の月」（2024年8月21日配信スタート、同年11月27日アナログ盤発売)

### ソロ
- SINGLE「ね…。～お母さんの桜～」「ね…。～お父さんのコスモス～」「さくらの花よ 泣きなさい」（2012年5月16日リリース）
- 【麗香に美津留に渡】 「時間論」「ウブゴエ」[3]
- 2024年3月「MOTHERS MILK」一部音源より13曲配信スタート[1][4]

#### 主なオリジナル楽曲
- どこまでもつづく
- 笑える明日のために
- あつい夜
- 私を照らす愛の歌
- 1143
- 道しるべ
- ヒカリ
- シャララ
- 夕焼け

（すべて作詞・作曲：冨田麗香）
1stアルバム「夢のかけら」（2017年リリース）
1. from
2. 1143
3. 君のはやさで
4. 私を照らす愛の歌
5. HIMAWARI
6. ああ、わたしは誰？
7. ストロボ
8. あつい夜
9. どこまでもつづく
10. 重ねた時間

ミニアルバム「遥か（弾き語り＋Cello)」（2021年リリース）
1. 首飾
2. 展望台
3. ヒカリ
4. ミライノオト
5. 遥か

（すべて作詞・作曲：冨田麗香）
ミニアルバム「道しるべ」（2022年リリース）
1. 道しるべ
2. ロージー
3. 夜明け
4. ともしび
5. 笑える明日のために

（すべて作詞・作曲　冨田麗香）

### MOTHERS MILK

#### 2006年リリース
1stアルバム「Good time Bad time」
1. Oh My God（作詞・作曲：Shige）
2. FM（作詞・作曲：Shige）
3. ゴールデンウィーク（作詞・作曲：Shige）
4. Dear（作詞・作曲：Shige）
5. milestone（作詞・作曲：冨田麗香）
6. らくがき（作詞・作曲：野田晃輔）

[Recording Engineer：沖居功一]

#### 2007年リリース
SINGLE「Lucky Go Happy」
1. ♭（作詞・作曲：Shige）
2. S（作詞・作曲：Shige）
3. セヴン（作詞・作曲：Shige）

[Recording Engineer：樋口 誠]

#### 2008年リリース
スプリット・アルバム「selfish」
1. Yes We Can（作詞・作曲：Shige）
2. Oh cry baby（作詞：Shige、冨田麗香 作曲：Shige）
3. 教えてほしい（作詞・作曲：Shige）
4. It's all right（作詞・作曲：Shige）

[Recording Engineer：中嶋 晃]
全編曲：MOTHERS MILK

## 受賞履歴
- 2011年7月 CBCラジオ開局60周年記念歌手オーディション グランプリ獲得